# Searsia leptodictya

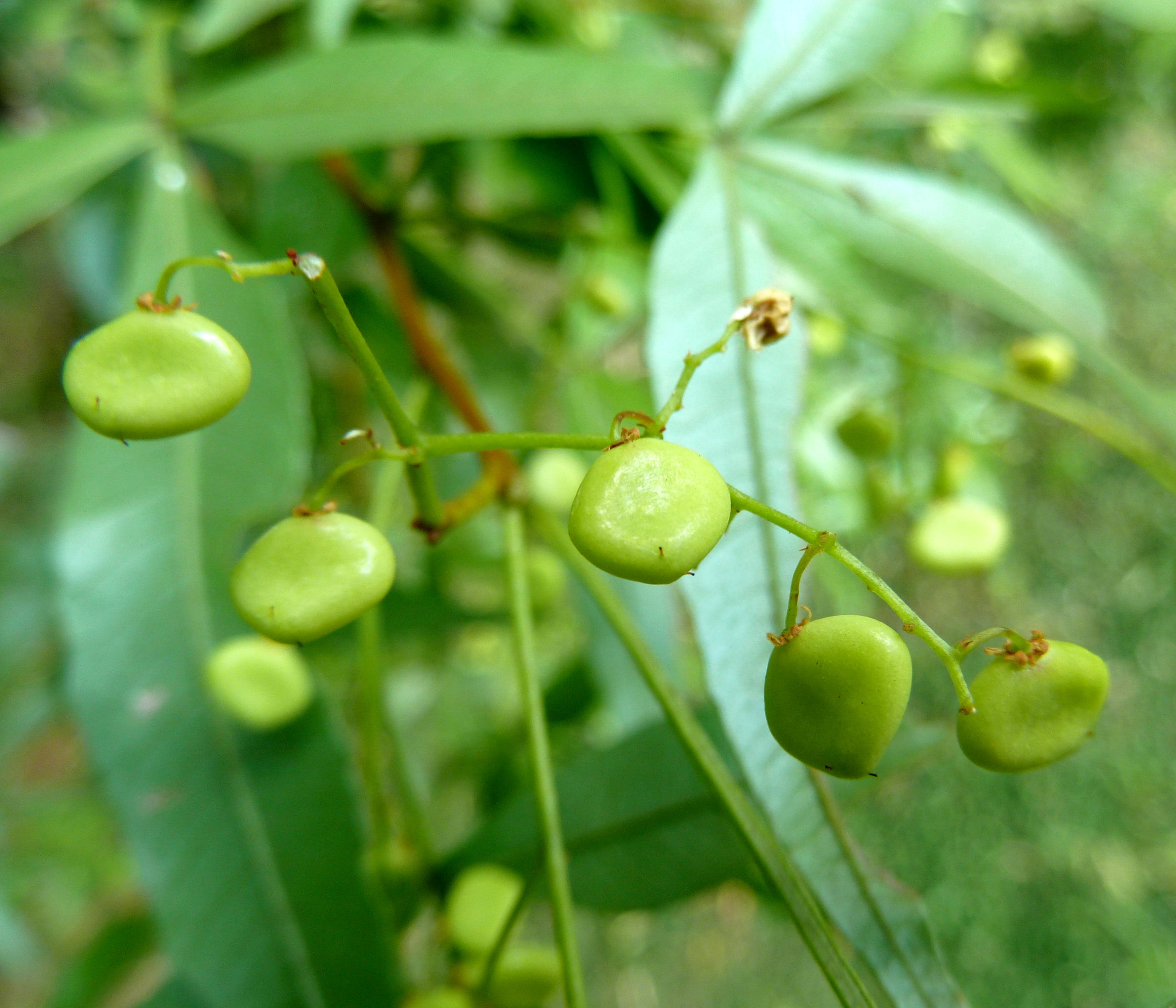
Fruits

Searsia leptodictya és una espècie de planta de la família de les Anacardiàcies, endèmica del centre de Sud-àfrica. Les seves baies poden ser utilitzades per a elaborar una espècie de cervesa.
És un arbre perennifoli que arriba a mesurar fins a 5 m d'alçada i una extensió similar. És tolerant a la sequera però només semi-resistent a les gelades. És un petit arbre atractiu amb la copa arrodonida i un agradable efecte ploraner. Pot ser plantat a ple Sol o en ombra parcial. L'arbre produeix petites flors blanques, les quals als arbres femella esdevenen ramells de fruits petits tipus baia, les quals atrauen les aus que s'alimenten de les baies. L'arbre és atractiu i ideal per als jardins petits.